# لارس بيترسون (لاعب كرة قدم)
لارس بيترسون (بالسويدية: Lars Pettersson)‏ هو لاعب كرة قدم سويدي في مركز حراسة المرمى، ولد في 29 مارس 1953. لعب مع نادي يورغوردينس.